# 蔡獻臣
蔡獻臣（1563年—1641年），字體國，號虛臺。福建省同安縣（今屬金門縣）人。明朝政治人物，萬曆己丑進士，官至光禄寺少卿。

## 生平
明神宗萬曆十六年（1588年）舉人，次年聯捷進士，授南京刑部山東司主事，升南京兵部职方司署员外郎事、車駕司署郎中事，得南京刑部尚書王世贞賞識，調南京吏部文选司署郎中事。养病回籍。病痊赴都，復補前職。丁憂，復除禮部主客司署郎中事，調儀制司署郎中事，恩詔實授。升湖廣布政司右参政，整饬常鎮兵备，官至湖廣按察使，以考察降職。以撫按官奏薦，四十三年起浙江布政司巡视海道右參議，升浙江按察司提學副使，四十六年十月升光禄寺少卿，四十八年二月行至福州闽县，以疾乞休。逝世後追贈刑部右侍郎。

## 成就
曾参修萬曆《同安縣志》。所著有《清白堂稿》《仕學潛學講義筆記》，多已佚失，現僅存《清白堂稿》，為清咸豐三年蔡永勉手抄本，共十七卷。民國八十八年金門縣政府翻印三百套（上下冊計十五卷）。
與蔡厝蔡復一並稱「同安二蔡」，蔡貴易、蔡守愚和蔡獻臣父子三人並稱「瓊林三蔡」，以《易經》為家學。

## 墓葬
墓位於大同街道辦事處舖前村東面。

## 家族
祖父蔡宗德有妾杨氏，青年丧夫，持家守寡多年。按明朝定例，妾室守节不予立坊旌表。蔡献臣上奏力争，被朝廷采纳。最终，庶祖母杨氏得以立坊旌表。为杨氏所立贞节牌坊至今仍存，位于今同安区南门外的铺前街。
有子蔡謙光。